# Kloster Dundrennan
Das Kloster Dundrennan (En: Dundrennan Abbey; Gäl. Abaid Dhùn Droighnein) ist eine ehemalige Zisterzienserabtei in Schottland. Es liegt in Dundrennan in der Nähe von Kirkcudbright in der Diözese Galloway.

## Geschichte
Das Kloster wurde im Jahr 1142 vom schottischen König David I. und von Fergus von Galloway gestiftet. Kloster Dundrennan war eine Tochtergründung von Kloster Rievaulx in Yorkshire (England), das wiederum ein Tochterkloster der Primarabtei Clairvaux war. Von Dundrennan Abbey aus wurden die Tochterklöster Kloster Glenluce und Kloster Sweetheart gegründet. Nach der schottischen Reformation ging das Kloster 1587 an die Krone über; es kam 1606 an John Murray, den späteren Earl of Annandale. Die Anlage verfiel anschließend und wurde als Steinbruch benutzt. Sie wird heute von Historic Scotland gepflegt.

## Bauten und Anlage
Vom Kirchenschiff ist der Eingang (Early English) erhalten. Die Mauern des Querschiffs sind noch vorhanden. Die Spitzbogen des Nordquerschiffs werden von Blendarkaden überragt, im Südquerhaus von einem Triforium aus Spitzbögen, über dem sich Rundbogenfenster befinden. Auch der Eingang zum Kapitelsaal ist erhalten.

## Äbte von Dundrennan
siehe Artikel Liste der Äbte von Dundrennan